# Улаз
Улаз е град и административна единица в община Мат, Албания. Има население от 1229 души според преброяването в Албания през 2011 г. Град Улаз е дом на едноименна водноелектрическа централа и е част от регионалния природен парк Улаз.